# Дашбаши
Дашбаши (груз. დაშბაში) — село в Грузии, на территории Цалкского муниципалитета края (мхаре) Квемо-Картли.

## География
Село находится в юго-восточной части Грузии, на правом берегу реки Храми, на расстоянии приблизительно 2 километров (по прямой) к востоко-юго-востоку от города Цалка, административного центра муниципалитета. Абсолютная высота — 1508 метров над уровнем моря.

## Население
По результатам официальной переписи населения 2014 года в Дашбаши проживало 295 человек (136 мужчин и 159 женщин). В национальной структуре населения армяне составляли 93,5 %, греки — 3 %, грузины — 1,5 %.
| Год  | Население, человек |
| ---- | ------------------ |
| 2002 | 367                |
| 2014 | ↘ 295              |